# Resolutie 437 Veiligheidsraad Verenigde Naties
Resolutie 437 van de Veiligheidsraad van de Verenigde Naties werd met elf stemmen tegen vier onthoudingen aangenomen
op 10 oktober 1978. Canada, Duitsland, het Verenigd Koninkrijk en de Verenigde Staten waren de onthoudende leden.

## Achtergrond
Sinds 1965 was in Zuid-Rhodesië een blank minderheidsregime aan de macht dat het land onafhankelijk had verklaard van het Verenigd Koninkrijk. De VN verklaarden het regime illegaal in resolutie 217 en legden het land sancties op in resolutie 253. Ian Smith was degene die Zuid-Rhodesië onafhankelijk had verklaard en was premier van het land. Aan zijn regime kwam in 1979 een einde.

## Inhoud
De Veiligheidsraad:
- Heeft de brief van de voorzitter van het met resolutie 253 opgerichte comité overwogen.
- Herinnert aan resolutie 253 die de lidstaten oplegde de toegang van Zuid-Rhodesiërs verbonden aan het illegale regime tot hun grondgebied te ontzeggen.
- Neemt nota van de verklaring van de Afrikaanse VN-lidstaten.
- Neemt ook nota van de verklaring van de Verenigde Staten.

1. Betreurt de beslissing van de VS om Ian Smith en andere leden van het illegale regime toe te laten in de VS.
2. Overweegt dat die beslissing tegen resolutie 253 en het Handvest van de Verenigde Naties is.
3. Roept de VS op de VN-resoluties over sancties na te leven.
4. Hoopt dat de VS hun invloed verder zullen aanwenden om een meerderheidsregime aan te brengen in Zuid-Rhodesië.

## Verwante resoluties
- Resolutie 423 Veiligheidsraad Verenigde Naties
- Resolutie 424 Veiligheidsraad Verenigde Naties
- Resolutie 445 Veiligheidsraad Verenigde Naties
- Resolutie 448 Veiligheidsraad Verenigde Naties

Lijst ·  423 ·  424 ·  425 ·  426 ·  427 ·  428 ·  429 ·  430 ·  431 ·  432 ·  433 ·  434 ·  435 ·  436 ·  437 ·  438 ·  439 ·  440 ·  441 ·  442 ·  443